# Buccaneer Bay Park
Der Buccaneer Bay Provincial Park (offiziell auch nur Buccaneer Bay Park) ist ein Provinzpark in der Nähe von Secret Cove an der Küste der kanadischen Provinz British Columbia. Er liegt in der Georgia Strait vor der Sunshine Coast in den Gewässern um die Südspitze von North Thormanby Island. Rund 17 km westlich befindet sich der Ort Sechelt. Der Park ist nur mit dem Boot erreichbar und bietet Möglichkeiten zum Angeln, Schwimmen, Campen und Picknicken.

## Anlage
Der Park liegt zum größten Teil in den Gewässern zwischen der Südspitze von North Thormanby Island und der Westküste von South Thormanby Island. Der östliche Teil dieser Gewässer trägt den für den Park namensgebenden Namen Buccaneer Bay. Nur ein kleiner Teil des Parks umfasst die Südspitze von North Thormanby Island und damit Land. Insgesamt liegt er im Sunshine Coast Regional District. An der Ostküste von South Thormanby Island liegt mit dem Simson Provincial Park ein weiterer Provinzpark. 
Bei dem Provinzpark handelt es sich um ein Schutzgebiet der IUCN-Kategorie II (Nationalpark).

## Geschichte
Der Park wurde am 10. August 1989 als einer der Provincial Parks in British Columbia eingerichtet und umfasste zunächst eine Fläche von 1,0 ha. Eine Flächenerweiterung erfolgte im Rahmen einer Gesetzesänderung im Mai 2010. Seitdem umfasst der Park etwa 45 Hektar, wovon 0,5 Hektar auf Landfläche und 44,5 Hektar auf die Gezeitenzone  entfallen.
Wie jedoch grundsätzlich bei allen Provinzparks in British Columbia gilt auch für diesen, dass die Gegend, lange bevor sie von europäischen Einwanderern besiedelt oder sie Teil eines Parks wurde, Jagd-, Fischerei- und Siedlungsgebiet verschiedener Gruppen der First Nations war, in diesem Falle der Sliammon. Nachweise für deren Nutzung der Region lassen sich im Simson Provincial Park, in Form von Muschelhaufen, finden.

## Fauna und Flora
Mit dem Biogeoclimatic Ecological Classification (BEC) Zoning System wird das Ökosystem von British Columbia in verschiedene biogeoklimatische Zonen eingeteilt. Biogeoklimatische Zonen zeichnen sich durch ein grundsätzlich identisches oder sehr ähnliches Klima sowie gleiche oder sehr ähnliche biologische und geologische Voraussetzungen aus. Daraus resultiert in den jeweiligen Zonen dann grundsätzlich auch ein sehr ähnlicher Bestand an Pflanzen und Tieren. Grundsätzlich ist das Gebiet auf den beiden Insel dabei der Coastal Douglas-fir Zone zuzuordnen.
An den Stränden und im Wasser können Kolonien von Robben, Seelöwen und Vögeln angetroffen werden. Ziel des Parkes ist der Schutz von Seegraswiesen und Sandbänken, die Lebensraum für eine Vielzahl von Meereslebewesen bieten, darunter Küstenvögel, Lachse, Sandaale und Dungeness-Krabben.